# 牛笑萍
牛笑萍（1960年10月—），女，辽宁大连人，生于甘肃兰州，中国企业家，曾任第八届全国政协委员。